# Nördtjärnen (Malå socken, Lappland)
Nördtjärnen är en sjö i Malå kommun i Lappland och ingår i Umeälvens huvudavrinningsområde.